# ユメノキセキ
『ユメノキセキ』は、喜多修平のオリジナルアルバム。2012年2月29日にLantisから発売された。

## 概要
前作『キタポニクス』から約3年7ヶ月ぶりのリリースとなるオリジナルアルバム。楽曲の殆どがタイアップ曲のため、実質的にはベストアルバムに近い作品となっている。喜多によれば全てが「アクが強い」ため選曲に苦労した事を明かしている。1曲目と14曲目に「Flying High Again〜ユメノキセキ〜」と「一斉の声」が収録されているのは喜多の希望によるもので、1stアルバムの1曲目のためでサビから始まる「Flying High Again〜ユメノキセキ〜」が選ばれた。タイトルの『ユメノキセキ』は、収録曲全てが喜多にとっての宝物を意味する奇跡であり、僕の足跡を意味する軌跡のためなどを包含して付けられた。

## 収録曲
1. Flying High Again〜ユメノキセキ〜 [4:57]
作詞・作曲：喜多修平、編曲：長澤孝志
2. Breakin' through [4:04]
作詞：椎名慶治、作曲：TAKUYA、編曲：TAKUYA・h-wonder
  - テレビアニメ『ペルソナ 〜トリニティ・ソウル〜』オープニングテーマ
3. INTERNAL REVOLUTION [3:58]
作詞：萩原慎太郎、作曲：萩原慎太郎・佐々木聡作、編曲：佐々木聡作
4. Determination [3:46]
作詞：椎名慶治、作曲：y@suo ohtani、編曲：齋藤真也
5. CROW's SKY [3:35]
作詞：松井洋平、作曲：上田晃司、編曲：草野よしひろ
  - テレビアニメ『バクマン。2』挿入歌
6. 優しさに守られて [5:06]
作詞：こだまさおり、作曲：山元祐介、編曲：大野宏明
  - テレビアニメ『咎狗の血』第8話挿入歌
7. Secret Garden [3:48]
作詞・作曲：喜多修平、編曲：河合英嗣
  - PSP専用ソフト『乙女的恋革命★ラブレボ!! Portable』オープニングテーマ
8. その時が来るまで [4:43]
作詞：こだまさおり、作曲：岡本健介、編曲：清水哲平
  - テレビアニメ『世界一初恋2』イメージソング
9. 世界の果てに君がいても [3:57]
作詞：こだまさおり、作曲・編曲：宮崎誠
  - テレビアニメ『世界一初恋2』オープニングテーマ
10. あたりまえのような奇跡 [4:44]
作詞：こだまさおり、作曲：渡辺翔、編曲：渡辺翔・山路一志
  - テレビアニメ『世界一初恋』イメージソング
11. STORIES [4:41]
作詞：萩原慎太郎、作曲：萩原慎太郎・佐々木聡作、編曲：佐々木聡作
  - テレビアニメ『ミラクル☆トレイン〜大江戸線へようこそ〜』のエンディングテーマ
12. 君の手 僕の手 [4:54]
作詞・作曲・編曲：渡辺拓也
  - PSP専用ソフト『乙女的恋革命★ラブレボ!! Portable』エンディングテーマ
13. 世界で一番恋してる [3:52]
作詞：こだまさおり、作曲・編曲：宮崎誠
  - テレビアニメ『世界一初恋』オープニングテーマ
14. 一斉の声 [4:37]
作詞：椎名慶治、作曲：TAKUYA、編曲：TAKUYA・h-wonder
  - テレビアニメ『夏目友人帳』オープニングテーマ